# إدوارد دورو
إدوارد دورو (بالإنجليزية: Edward Doro) هو شاعر أمريكي، ولد في 3 فبراير 1909 في ديكينسون في الولايات المتحدة، وتوفي في 1987.